# Georges Gauthier (réalisateur)
Pour les articles homonymes, voir Georges Gauthier (homonymie) et Gauthier.
Georges Gauthier né en 1894 et mort à une date indéterminée après 1933, est un réalisateur et un acteur français.

## Filmographie

### Réalisateur
- 1924 : Le Signe de la mort
- 1929 : Les Fantaisies d'Oscar[1]
- 1933 : Gosses de misère[2].

### Acteur
- 1916 : Les Mains dans l'ombre de Félix Vanyll : Edmond de Neuville
- 1920 : L'Hirondelle d'acier de Louis Paglieri : Brise-Fer
- 1921 : Paris mystérieux de Louis Paglieri : le prince Georges
- 1922 : Le Sang des Finoël de Georges Monca et Rose Pansini : le grand Justin
- 1922 : Judith de Georges Monca et Rose Pansini : le comte d'Arnoure
- 1922 : Esclave de Georges Monca : le commissaire
- 1923 : Paris mystérieux de Louis Paglieri
- 1923 : Lucile de Georges Monca : Deschaseaux
- 1923 : Réhabilitée de Louis Paglieri : Jacques Mazion
- 1924 : Les Grands d'Henri Fescourt : Monsieur Lormier, le principal
- 1924 : Brise-Fer de Louis Paglieri
- 1926 : Romanetti ou le Roi du maquis de Gennaro Dini : Nonce Romanetti
- 1926 : La Rose effeuillée de Georges Pallu : Dupré
- 1927 : Le Train de 8 heures 47 de Georges Pallu : l'adjudant Flick
- 1927 : Phi-Phi de Georges Pallu (sous le pseudonyme Dimitri Fexis) : Phidias / Phi-Phi
- 1931 : Partir de Maurice Tourneur
- 1931 : Olive passager clandestin, court-métrage de Maurice de Canonge
- 1933 : IF1 ne répond plus de Karl Hartl